# Valley of Peace (Belize)
Valley of Peace (spanisch Valle de Paz) ist ein Dorf im Cayo District von Belize. Es wurde am 12. März 1982 gegründet. 2010 hatte der Ort 1.809 Einwohner.

## Geographie
Der Ort liegt ca. 6 km nordwestlich der Hauptstadt Belmopan in einem Gebiet mit zahlreichen kleinen Zuflüssen des Belmopan Rivers. Das Areal ist in viele kleine Parzellen aufgeteilt, die landwirtschaftliche bewirtschaftet werden.
Der Ort erstreckt sich über etwa 7 Straßenzüge. Es gibt eine Fähre über den belmopan River.

## Religion
Im Ort gibt es zahlreiche Kirchen: Our Lady Of Peace Catholic Church, Assemblies of God Church, Lutheran Mission Belize, Mayan Community Catholic Church, Pentecostal Church.

## Geschichte
Valley of Peace entstand als Flüchtlings-Gemeinschaft für Einwanderer, die vor dem Bürgerkrieg in El Salvador geflohen waren. Weitere Einwanderer aus Zentralamerika schlossen sich zu gleicher Zeit der Gemeinschaft an. Der United Nations High Commissioner for Refugees (UNHCR) initiierte ein Projekt um die Flüchtlinge zu unterstützen, einen friedlichen und sicheren Ort zum Leben zu finden. Zu der Zeit war Rt. Hon. George Cadle Price Premierminister von Belize. Das Projekt wurde im Senat vorgebracht und nach der Debatte, stimmte die Mehrheit dafür. Es wurde zur Bedingung gemacht, das für jede dritte Flüchtlingsfamilie eine belizer Familie in das Projekt eingebunden würde.
Die Mittel dafür wurden von der UNHCR bereitgestellt. Nahrungsmittel für vier Monate wurde zur Verfügung gestellt. Die meisten Flüchtlinge waren Farmer, so wurde jeder Familie ein Acre (40,47 Ar) als Wohnort, sowie 50 Acre (20,23 ha) als Farmland zugewiesen. Das Mennonite Central Committee spielte eine lebenswichtige Rolle für das Überleben des Dorfes. Das Komitee war verantwortlich für die Verteilung der Nahrungsmittelrationen und lieferten mit einem Tanklaster Wasser ins Dorf. Das UNHCR stellte auch Zinkblech für die Dächer und Zement für die Bauarbeiten zur Verfügung. 1985 gründeten die Dorfbewohner eine Kooperative mit 15 Mitgliedern, die bis zum Ende des Jahres noch weitere 4 Mitglieder aufnehmen konnte. Diese Kooperative unterhielt den ersten Laden vor Ort. 1992 wurde Valley of Peace offiziell als Dorf von Belize registriert.
Heute verfügt Valley of Peace über zwei Kindergärten, zwei Grundschulen und eine Highschool, es gibt einen Park mit Spielplatz, eine Bibliothek und ein Internet-Café.
Haupterwerb im Ort ist noch immer die Landwirtschaft. Die Gemeinschaft ist ein wichtiger Zulieferer für Früchte und Gemüse für den Markt in Belmopan.
2003 galt Valley of Peace als größte Flüchtlingsgemeinde in Belize.

## Klima
Nach dem Köppen-Geiger-System zeichnet sich durch ein tropisches Klima mit der Kurzbezeichnung Am aus.